# Leeton (Missouri)
Leeton – miasto w Stanach Zjednoczonych, w stanie Missouri, w hrabstwie Johnson.